# Jan Graubner
Jan Graubner (Brno, 29 de agosto de 1948) é um prelado da Igreja Católica tcheco, arcebispo de Praga.

## Biografia
Jan Graubner nasceu em Brno em 29 de agosto de 1948. Em 1968 foi admitido no seminário maior de Olomouc e em 23 de junho de 1973 foi ordenado padre para aquela arquidiocese. De outubro de 1973 a setembro de 1975 cumpriu seu serviço militar tendo sido capelão em Zlín ao mesmo tempo. De 1977 a 1982 foi capelão em Valašské Klobouky e em 1982 foi nomeado Administrador da Paróquia de Vizovice onde permaneceu até à sua nomeação episcopal.
Em 17 de março de 1990 foi nomeado pelo Papa João Paulo II como bispo auxiliar de Olomouc, sendo consagrado no dia 7 de abril seguinte, como bispo titular de Tagaria, na Catedral de São Venceslau em Olomouc, por František Vaňák, arcebispo de Olomouc, assistido por Vojtěch Cikrle, bispo de Brno e por Karel Otčenášek, bispo de Hradec Králové.
Em 28 de setembro de 1992 foi promovido a arcebispo metropolitano de Olomouc. Na época da Pandemia de COVID-19 de 2020, ele celebrou várias vezes a missa na Capela Telepace em Ostrava, ao vivo na TV Noe. No outono de 2020, ele contraiu o coronavírus, foi hospitalizado e, em suas próprias palavras, sua condição era muito grave - "eu estava à beira da eternidade". Após várias semanas de hospitalização, ele se recuperou.
Em 13 de maio de 2022, o Papa Francisco o transferiu para a Arquidiocese de Praga.
Na Conferência Episcopal Checa foi Presidente da Comissão de Caridade e Delegado para as Missões. Desde 2020 é Presidente da mesma Conferência, depois de o ter sido também de 2000 a 2010.

## Brasão

Como Arcebispo de Praga
Como Arcebispo de Olomouc